# Градски стадион Балмазујварош
Градски стадион Балмазујварош (мађ. Városi Sportpálya (Balmazújváros)) је спортски стадион у Балмазујварошу у Мађарској. Стадион је дом фудбалског клуба Балмазујвароси ФК. Стадион има капацитет од 2.435 места.

## Историја
Дана 5. априла 2013. Балмазујварош је угостио ФК Ференцварош II, други тим Ференцвароша, у сезони 2012/13 националног првенства друге лиге на стадиону Олах Габори ут у Дебрецину, због реконструкције њиховог стадиона.
Највећи број гледалаца од 3.500 гледалаца забележен је на утакмици Ленин ТСЗ СЕ из Балмазујвароша и Вашаша где је резултат био 0 : 3 у сезони 1974/1975 у првом колу мађарског купа. Утакмица отварања реновираног стадиона одржана је 22. јула 2016. и домаћи тим је победио Палермо са 3 : 1 .